# Linia kolejowa Kamień Pomorski – Kamień Pomorski Port
Linia kolejowa Kamień Pomorski – Kamień Pomorski Port – nieistniejąca, jednotorowa linia kolejowa w województwie zachodniopomorskim łącząca stację kolejową Kamień Pomorski z Portem Kamień Pomorski oraz z pobliskim elewatorem zbożowym i stacją Kamień Pomorski Port.
W maju 2010 linia została rozebrana.